# Skolval 2006
Skolval 2006 (Skolval2006) var ett skolval i Sverige. Det genomfördes av Ungdomsstyrelsen i samarbete med Sveriges elevråd – SVEA, Sveriges ungdomsråd, Valmyndigheten och Myndigheten för skolutveckling som tillsammans bildade en samordningsgrupp.:22 Den dagliga ledningen av kampanjen och merparten av det praktiska arbetet utfördes av SVEA och Sveriges ungdomsråd.:22 Ungdomsstyrelsen ansvarade för insamling och redovisning av resultatet.:22
Mottot var "Det inte är resultatet som är det viktiga, utan vägen dit!"
Resultatet rapporterades in till Valmyndigheten som kunde redovisa resultat från många svenska skolor till ett nationellt resultat i skolvalen.
Ungdomsstyrelsens utvärdering beskrev valet som lyckat men att det också visade på bristande kunskap i lärarkåren om grundläggande demokratiska processer.

## Bakgrund
Regeringen hade i den ungdomspolitiska propositionen "På ungdomars villkor" skrivit att "Skolan har en central roll för att främja demokratins idéer. Uppgiften är så viktig att den har fått komma till uttryck i 1 kap. 2 § skollagen (1985:1100), den s.k. portalparagrafen.":10 och i portalparagrafen stod det att "Verksamheten i skolan skall utformas i överensstämmelse med grundläggande demokratiska värderingar."
Skolverket skrev i publikationen "Politik i skolan" 2004 att "Skolans värnande om de demokratiska värderingarna och de mänskliga rättigheterna får aldrig göras med odemokratiska medel som innebär inskränkningar i elevernas grundläggande fri- och rättigheter.":16

## Förberedelse
Inför riksdagsvalet 2006 beslutade Sveriges elevråd – SVEA att åter genomföra ett nationellt projekt, Skolval 2006. Denna gång genomfördes projektet i samarbete med Sveriges ungdomsråd och med stöd av Regeringen genom Valmyndigheten, Ungdomsstyrelsen och Myndigheten för skolutveckling, Skolorna hade dock ansvar för exempel rösträkning, röstning etc.
Till projektet anmäldes 1 548 skolor.

### Organisation
En samordningsgrupp bildades av myndigheterna Ungdomsstyrelsen, Valmyndigheten, Myndigheten för skolutveckling samt organisationerna Sveriges elevråd – SVEA och Sveriges ungdomsråd.:22 Den dagliga ledningen av kampanjen och merparten av det praktiska arbetet utfördes av Svea och Sveriges ungdomsråd.:22

### Webbsida och turné
En webbsida skapades. Det var en plattform för elever och lärare att göra gemensamma insatser inför valet. Som tips gavs bland annat "Varför inte köpa blomsterkvastar till alla i kommunhuset med inbjudan till ungdomscafét?"
Skolval 2006 var ute på turné mars till semptember med syfte att inspirera och ge verktyg åt de unga som skulle arrangera Skolval på sina skolor. De tog upp frågor kring engagemang, demokrati och ungdomars inflytande.[källa behövs] De delar av turnén som hölls under sommaren arrangerades tillsammans med Local Hero.

### Valboxen
Inför skolvalet skickades en valbox med material som tagits fram av Utbildningsradion (UR) tillsammans med Myndigheten för skolutveckling, Valmyndigheten och Riksdagen. UR skulle skicka exempel ur alla sju program i tv-serien Drömsamhället, som beskriver de politiska ideologier som finns i ett modernt samhälle. Men i det material som UR levererade fanns bara ett program, det om socialismen i hela dess längd, inte exempel ur alla program som det var avtalat.

### Valsedlar
Endast riksdagspartiernas valsedlar och blanka valsedlar distribuerades till skolorna.:22
Beslutet kritiserades av Sverigedemokraterna som hänvisade till de regler som gäller för allmänna val där partier som har fått mer än en procent i något av de två senaste riksdagsvalen ska få sina valsedlar tryckta och distribuerade på statens bekostnad. Samordningsgruppen ändrade inte sitt beslut och hänvisade till att dels var skolvalet inte bundet av de regler som reglerar allmänna val, och dels vore det svårt att ändra beslutet så nära inpå valet. SVEA och Sveriges ungdomsråd ansåg dock att skolvalet borde följa samma principer som allmänna val,:23 och på webbsidan för Skolval2006 stod det att "Skolval2006 ska i den utsträckning det är praktiskt möjligt efterlikna det riktiga riksdagsvalet i sitt genomförande vad gäller allt från vallokalens möblering till hur rösträknarna arbetar."

## Genomförande
Vissa skolor gav inte eleverna tillräckligt med information om hur de blanka valsedlarna kunde användas,:12 och Ungdomsstyrelsen skrev 2007 om exempel på skolor där de vuxna sagt till eleverna att de inte fick rösta på Sverigedemokraterna.:54 På webbsidan för Skolval2006 stod det uttryckligen att det gick att "rösta på fler partier än de som vi förser skolorna med valsedlar till".
I närmare var tionde skola gick det inte att rösta på partier som inte redan var representerade i Sveriges riksdag. Det fanns valsedlar från partierna i riksdagen, och det skulle finnas blanka valsedlar som eleverna kunde skriva ett partinamn på, men i många skolor räknades rösten då som ogiltig eller blank, alternativt fanns det inga blanka valsedlar, vilket i en del fall berodde på att det var dålig kunskap hos personalen/arrangörerna på skolan om hur valet skulle gå till.

## Resultat från Skolval 2006
Av de 1 548 anmälda skolorna rapporterade 1 379 skolor in resultat för 404 917 elever till Valmyndigheten. Valdeltagandet gjorde valet till det största nationella valet för skolungdomar någonsin. Valdeltagandet var 86,66%.
En sammanställning av resultatet publicerades på webbsidan för Skolval2006 och där fanns länkar till resultatet länsvis skola för skola på ungdomsstyrelsens hemsida. I vissa av redovisningarna ingick inte Piratpartiet och Sverigedemokraterna, trots att båda partierna hade fått fler röster än det minsta partiet, Kristdemokraterna.:
- Riksdagspartierna + PP och SD + Övriga (procent)[13]
- Riksdagspartierna + Övriga + Blanka + Ogiltiga (antal)[14]
- Riksdagspartierna + Övriga + Blanka + Ogiltiga (procent)[15]

På flera webbsidor för Skolval2006 visades långt efter valet det preliminära resultatet istället för det slutgiltiga resultatet.
| Parti                | Procent röster 2006:2 | Procent röster 2002 | Skillnad i procentenheter |
| -------------------- | --------------------- | ------------------- | ------------------------- |
| Moderaterna          | 26,20                 | 16,22               |                           |
| Socialdemokraterna   | 22,52                 | 26,30               |                           |
| Miljöpartiet         | 10,87                 | 10,60               |                           |
| Vänsterpartiet       | 10,37                 | 16,03               |                           |
| Folkpartiet          | 7,67                  | 12,05               |                           |
| Centerpartiet        | 6,99                  | 7,34                |                           |
| Piratpartiet²        | 4,44                  | -                   | -¹                        |
| Sverigedemokraterna² | 4,31                  | 2,4                 |                           |
| Kristdemokraterna    | 4,29                  | 6,91                |                           |
| Övriga partier²      | 1,92                  | 1,2                 |                           |

¹ Jämförelse ej möjlig, då partiet ej ställde upp i valet 2002.

² På flera skolor skolor godkändes endast röster på Riksdagspartierna De röster som accepterades var skrivna på blanka valsedlar.
Enligt det preliminära resultatet var det hela 9,3 % som röstade blankt, vilket gjorde det till det femte vanligaste alternativet bland de som röstade, och i samma storleksordning som Miljöpartiet och Vänsterpartiet. Projektledaren för Skolval2006 sade att andelen blankröster borde vara en väckarklocka för de etablerade partierna.
Ekoredaktionen publicerade en lista på 174 skolor som rapporterade 0 röster på övriga partier. Bland dessa fanns skolor med flera hundra elever. Vissa skolor hade en hög andel blanka röster, andra hade en hög andel ogiltiga röster.
| Skola                             | Antal röster | Övriga röster | Blanka röster | Ogiltiga röster |
| --------------------------------- | ------------ | ------------- | ------------- | --------------- |
| Katedralskolan i Uppsala          | 1 031        | 0             | 61            | 10              |
| Nicolaiskolan i Helsingborg       | 944          | 0             | 60            | 11              |
| Alviksskolan i Bromma             | 865          | 0             | 39            | 0               |
| Engelska Skolan Enskede i Enskede | 780          | 0             | 57            | 0               |
| Dackeskolan i Tingsryd            | 412          | 0             | 55            | 38              |
| Torstaskolan i Ås                 | 137          | 0             | 42†           | 0               |
| Kinnarpsskolan i Kinnarp          | 125          | 0             | 31†           | 0               |
| Carl Johanskolan i Karlsborg      | 179          | 0             | 36†           | 0               |
| Nättrabyskolan i Nättraby         | 240          | 0             | 49            | 13              |

† I dessa skolor var det fler blanka röster än röster på det största partiet på skolan.

## Rapportering och uppföljning
Sveriges Radio rapporterade efter valet om att eleverna inte kunde rösta på partier utanför riksdagen. De elever som reportern pratade med var kritiska och tyckte att man ska få rösta på vilket parti man vill, att man ska få tycka vad man vill, och att de även borde ha fått rösta på de små partierna.
Ungdomsstyrelsens utvärdering av skolvalet 2006 beskrev ett lyckat resultat. Att eleverna på skolor som hade arrangerat skolval var mer intresserade av politik och samhällsfrågor efter skolvalet än vad de var före valet.:11 Samordningsgruppen utvärdering under hösten 2006 uppgav att Skolval 2006 hade varit ett framgångsrikt projekt och att distributionen av valsedlar hade fungerat mycket bra, men att informationen till skolorna behövde bli tydligare.:22 Ungdomsstyrelsens slutrapport beskrev att hanteringen av röster på partier utanför riksdagen på vissa skolor inte hade redovisats på ett korrekt sätt.:12 Den bristfälliga informationen till eleverna om de blanka valsedlarnas funktion menade Ungdomsstyrelsen tydde på "bristande kunskap i lärarkåren om grundläggande demokratiska processer" vilket myndigheten ansåg påvisa ett behov av kompetensutveckling för lärare.:46
Ett utvecklingsområde enligt samordningsgruppen var att anvisningarna till skolorna om hur valet skulle genomföras behövde göras ännu tydligare och att det inte fick finnas utrymme för missförstånd om att eleverna fick rösta på vilket parti de ville.:57 I instruktionerna till de skolor som anmälde sig till Skolval 2010 framgick det uttryckligen att för att skolans resultat skulle tas med i sammanställningen krävdes att alla elever skulle kunna rösta på vilket parti de ville och att en röst på ett parti, skrivet på en blank valsedel och som uppfyller kriterierna för vad som är en giltig röst, inte fick rapporteras som ogiltig.:14

## Fotnoter